# FFH-Gebiet Hemmelmarker See
Das FFH-Gebiet Hemmelmarker See ist ein NATURA 2000-Schutzgebiet in Schleswig-Holstein im Kreis Rendsburg-Eckernförde in der Gemeinde Barkelsby am Südrand der Halbinsel Schwansen an der Eckernförder Bucht. Es hat eine Fläche von 159 ha. Die größte Ausdehnung liegt in Ostwestrichtung und beträgt 2,417 km. Die höchste Erhebung mit 14 m über NN liegt nordöstlich des Herrenhauses des Gutes Hemmelmark (Lage), der niedrigste Bereich ist das Meeresniveau der Ostsee. Das FFH-Gebiet beinhaltet auch einen Teil des Seegebietes der dem Strand vorgelagerten Ostsee.
Das Zentrum bildet der Hemmelmarker See, der von einem mehr oder weniger schmalem Saum aus einem Mosaik aus mesophilem Buchenwald, Bruch- und Sumpfwald umgeben ist. Dazu gehört ein 1530 m langer Strand mit Fels- und Steilküste im Osten, dem ein bis zu 160 m breiter Flachwasserstreifen vorgelagert ist. Der See ist aus einer ehemaligen Meeresbucht entstanden, die durch Bildung einer Nehrung vom Meer abgeschnitten wurde und jetzt einen Strandsee bildet. Dieser nimmt mehr als die Hälfte der FFH-Gebietsfläche ein.
Der Hemmelmarker See hat eine Fläche von 82,19 ha, eine maximale Tiefe von 6,35 m und wird von der Hemmelmarker Au durchflossen. Sie mündet hinter dem Herrenhaus des Gutes Hemmelmark in den See und verlässt ihn an dessen Südspitze, unterquert nach 158 m den Strandweg, um nach 20 m in einer Rohrleitung mit einem Durchmesser von 80 cm nach weiteren 196 m in die Ostsee zu münden.
Im Nordwesten des FFH-Gebietes befindet sich das archäologische Kulturdenkmal aKD-ALSH-002976. Es handelt sich um den Rest einer Turmhügelburg (Motte).

## FFH-Gebietsgeschichte und Naturschutzumgebung
Der NATURA 2000-Standard-Datenbogen (SDB) für dieses FFH-Gebiet wurde im Juni 2004 vom Landesamt für Landwirtschaft, Umwelt und ländliche Räume (LLUR) des Landes Schleswig-Holstein erstellt, im September 2004 als Gebiet von gemeinschaftlicher Bedeutung (GGB) vorgeschlagen, im November 2007 von der EU als GGB bestätigt und im Januar 2010 national nach § 32 Absatz 2 bis 4 BNatSchG in Verbindung mit § 23 LNatSchG als besonderes Erhaltungsgebiet (BEG) bestätigt. Der SDB wurde zuletzt im Mai 2019 aktualisiert. Der Managementplan für das FFH-Gebiet wurde am 22. März 2017 veröffentlicht. Mit der Betreuung des FFH-Gebietes hat das Landesamt für Landwirtschaft, Umwelt und ländliche Räume des Landes Schleswig-Holstein (LLUR) gem. § 20 LNatSchG noch keine Institution beauftragt.
Das FFH-Gebiet Hemmelmarker See liegt bis auf das Meeresgebiet vollständig im am 21. Juni 2002 ausgerufenem Landschaftsschutzgebiet Schwansener Ostseeküste. Es bildet den Schwerpunktbereich 372 Hemmelmarker See des landesweiten Biotopverbundsystems.
Der See und die angrenzenden Gebiete im Norden, Westen und Süden sind im Besitz des Gutes Hemmelmark und die Waldgebiete im Osten im Besitz des Gutes Hohenstein, siehe Diagramm 4.

## FFH-Erhaltungsgegenstand
Laut Standard-Datenbogen vom Mai 2019 sind folgende FFH-Lebensraumtypen und Arten für das Gesamtgebiet als FFH-Erhaltungsgegenstände mit den entsprechenden Beurteilungen zum Erhaltungszustand der Umweltbehörde der Europäischen Union gemeldet worden (Gebräuchliche Kurzbezeichnung (BfN)):
FFH-Lebensraumtypen nach Anhang I der EU-Richtlinie:
- 1150* Lagunen (Strandseen) (Gesamtbeurteilung C)[15]
- 1210 Einjährige Spülsäume (Gesamtbeurteilung B)[16]
- 1220 Mehrjährige Vegetation der Geröll-, Kies- und Blockstrände (Gesamtbeurteilung B)[17]
- 1230 Fels- und Steilküsten mit Vegetation (Gesamtbeurteilung C)[18]
- 2120 Weißdünen mit Strandhafer (Gesamtbeurteilung C)[19]
- 2130* Graudünen mit krautiger Vegetation (Gesamtbeurteilung C)[20]
- 9130 Waldmeister-Buchenwälder (Gesamtbeurteilung C)[21]
- 9160 Sternmieren-Eichen-Hainbuchenwälder (Gesamtbeurteilung C)[22]
- 91E0* Erlen-Eschen- und Weichholzauenwälder (Gesamtbeurteilung B)[23]

## FFH-Erhaltungsziele
Alle oben aufgeführten FFH-Erhaltungsgegenstände werden als FFH-Erhaltungsziele von besonderer Bedeutung für das FFH-Gebiet vom Ministerium für Energiewende, Landwirtschaft, Umwelt und ländliche Räume des Landes Schleswig-Holstein erklärt:
- 1150* Lagunen (Strandseen)
- 1210 Einjährige Spülsäume
- 1220 Mehrjährige Vegetation der Geröll-, Kies- und Blockstrände
- 1230 Fels- und Steilküsten mit Vegetation
- 2120 Weißdünen mit Strandhafer
- 2130* Graudünen mit krautiger Vegetation
- 9130 Waldmeister-Buchenwälder
- 9160 Sternmieren-Eichen-Hainbuchenwälder
- 91E0* Erlen-Eschen- und Weichholzauenwälder

## FFH-Analyse und Bewertung
Das Kapitel FFH-Analyse und Bewertung im Managementplan beschäftigt sich unter anderem mit den aktuellen Gegebenheiten des FFH-Gebietes und den Hindernissen bei der Erhaltung und Weiterentwicklung der FFH-Lebensraumtypen. Die Ergebnisse fließen in den FFH-Maßnahmenkatalog ein.
Der Hemmelmarker See weist einen „schlechten“ ökologischen und einen „nicht guten“ chemischen Zustand auf (Stand 31. August 2020). Insbesondere die hohe Phosphorbelastung führt im Sommer zur Algenbildung und damit zu geringen Sauerstoffgehalten im See. Eine mögliche Quelle dafür werden Nährstoffeinträge durch die großen intensiv landwirtschaftlich genutzten Ackerflächen, die teilweise bis an den See heranreichen und der Zufluss durch die Hemmelmarker Au angesehen. Weitere Gründe müssten noch genauer untersucht werden. Nach Ansicht der Schleswig-Holsteinischen Landesregierung wird die Einhaltung der europäischen Wasserrahmenrichtlinie (WRRL) nur an wenigen Seen in Schleswig-Holstein bis zum Jahr 2027, dem Stichtag der Umsetzung, zu erreichen sein.

## FFH-Maßnahmenkatalog
Der FFH-Maßnahmenkatalog im Managementplan führt neben den bereits durchgeführten Maßnahmen geplante Maßnahmen zur Erhaltung und Entwicklung der FFH-Lebensraumtypen im FFH-Gebiet an. Konkrete Empfehlungen sind in einer Maßnahmenkarte und in 17 Maßnahmenblättern beschrieben.
Für die Verbesserung der Wasserqualität im See ist ein vergrößerter Durchlass zur Ostsee hilfreich, um einen höheren Zufluss von Meerwasser zu erreichen. Durch Wiesen als Pufferstreifen zwischen den Äckern und dem See erwartet man eine Verringerung der Nährstoffeinträge. Zur Verbesserung der Waldlebensräume ist eine schonende Waldbewirtschaftung erforderlich. Die Erhöhung des Totholzanteils und die Ausweisung von Habitatbäumen kann durch Verringerung des Holzeinschlags erreicht werden.
An der nördlichen Mündung der Straße Gut Hemmelmark zur Waabser Chaussee (L 27) und am Strandweg östlich des Campingplatzes Hemmelmark sollten neue Infotafeln des landesweiten Besucher-Informationssystems (BIS) aufgestellt werden.

## FFH-Erfolgskontrolle und Monitoring der Maßnahmen
Eine FFH-Erfolgskontrolle und Monitoring der Maßnahmen findet in Schleswig-Holstein alle 6 Jahre statt. Es liegen keine veröffentlichten Daten zu diesem FFH-Gebiet vor (Stand Oktober 2021).